# Stilestapaculo

Verbreitungsgebiet (grün) des Stilestapaculos in Kolumbien

Der Stilestapaculo (Scytalopus stilesi) zählt innerhalb der Familie der Bürzelstelzer (Rhinocryptidae) zur Gattung Scytalopus.
Die Art ist in Kolumbien auf beiden Seiten der nördlichen Zentralkordillere endemisch. Sie wurde im Jahre 2005 erstmals wissenschaftlich beschrieben.
Das Verbreitungsgebiet umfasst Unterholz im subtropischen feuchten Bergwald zwischen 1400 und 2100 m Höhe.
Das Artepitheton bezieht sich auf F. Gary Stiles.

## Merkmale
Der Vogel ist 12 bis 13 cm groß, das Männchen wiegt zwischen 21 und 25, das Weibchen etwa 21 g. Die Art ist mittelgroß, das Männchen ist hauptsächlich dunkelgrau mit rotbraunem Gefieder an Flanken und Rumpf, schwarz gebändert. Die Iris ist dunkelbraun, der Schnabel schwarz, an der Basis hornfarben. Die Füße sind graubraun. Weibchen sind auf der Unterseite blasser, typischerweise sind die Flügeldecken braun mit braunen Rändern und einer dunklen halbmondartigen subterminalen Markierung. Jungvögel sind braun und grau gebändert, die Oberseite ist dunkler als die Unterseite, sie ähneln den Jungvögeln vieler anderer Tapaculos.
Der Stilestapaculo ist dem Ecuador-Rostflankentapaculo (Scytalopus spillmanni) sehr ähnlich, der etwas größer ist und einen etwas kürzeren Schnabel besitzt, auch ist dessen Gesang schneller und höher.
Der gleichfalls ähnliche Nariñotapaculo (Scytalopus vicinior) hat einen längeren Schwanz, sein Gesang ist länger anhaltend, schneller, höher und weniger froschartig.
Der Kleine Einfarbtapaculo (Scytalopus latrans) ist kleiner und schwärzer mit weniger Braun an den Flanken und hat keine Bänderung. Der Gesang ist einfach und deutlich unterschieden.
Der Nördliche Weißstirntapaculo (Scytalopus atratus) ist größer und weist einen weißen Stirnfleck auf, der Gesang ist ähnlich, hat aber ein unterschiedliches Muster.
Die Art ist monotypisch.

## Stimme
Der Gesang wird als schneller Triller, der von Mal zu Mal lauter wird bzw. als Folge froschartiger „churrs“-Laute beschrieben.

## Lebensweise
Die Nahrung besteht aus Insekten.
Über die Brutzeit ist nichts Genaues bekannt.

## Gefährdungssituation
Der Bestand gilt als nicht gefährdet (Least Concern).